# TV by the Numbers
TV by the Numbers fue un sitio web dedicado a recopilar y analizar datos de clasificación de televisión en los Estados Unidos. Fue parte del sitio de noticias y listados de televisión  Screener de Tribune Media Services (anteriormente conocido como Zap2it).

## Historia
Un analista de Internet y estadísticas, Robert Seidman había trabajado anteriormente para IBM y Charles Schwab, y publicó un boletín informativo en línea sobre Internet y AOL antes de fundar TV by the Numbers; Bill Gorman había sido ejecutivo de AOL hasta 1998, y había leído la columna de Seidman. Amigos desde principios de la década de 1990 cuando se reunieron cerca de Washington D. C., ambos eran aficionados a la televisión, ya que Gorman adoraba los números y Seidman disfrutaba de estadísticas lo; el tema de los datos de clasificación de televisión entró en una de sus conversaciones. Gorman estaba consternado por no poder encontrar otros blogs dedicados exclusivamente a los datos de televisión, y luego de que una búsqueda en Google lo confirmara, él y Seidman pensaron en la idea de un sitio web dedicado exclusivamente al tema. En palabras de Gorman: si bien había sitios dedicados a la difusión de ciertos temas, «no había ningún sitio que hiciera lo mismo para la industria de la televisión. Es decir, compila los números de una manera y los analizara de una manera que los consumidores pudieran entender». Gorman elaboró en una entrevista de 2010:
«Intentamos enfocarnos en hechos disponibles públicamente. No estamos rompiendo ninguna noticia. No estamos entrevistando a personas para tratar de obtener el último chisme jugoso. Nos enfocamos en información pública, calificaciones o información financiera, y lo que eso significa para su programa favorito. Si vuelven o se van».
El 30 de junio de 2009, en respuesta a la presión de Nielsen Media Research, TV by the Numbers realizó grandes cambios en sus archivos. Los archivos de clasificación principales ya no van más allá de 2 semanas antes de la fecha en que un lector accede a ellos.
El 10 de noviembre de 2010, TV by the Numbers anunció que se estaban asociando con el sitio web de noticias de TV, Zap2it. Como resultado, la URL del sitio web cambió a un subdominio del dominio zap2it.com. Además, las características de Zap2it como los listados de TV comenzaron a aparecer en el sitio.
En respuesta a la decisión de The New York Times en 2011 de comenzar a cobrar por el acceso al contenido en línea, Gorman escribió un artículo destacando que su sitio web seguirá siendo gratuito.
En enero de 2012, Gorman y Seidman expresaron su interés en contratar escritores para escribir el día a día en su sitio. El 12 de febrero de 2012, anunciaron que Sara Bibel y Amanda Kondolojy se unirían al sitio web.
El 3 de abril de 2014, el propietario de Zap2It, Tribune Digital Ventures, compró el sitio en su totalidad.
El 31 de enero de 2020, el personal del sitio web emitió un comunicado declarando que TV By The Numbers estará inactivo a partir del 1 de febrero de 2020. El personal se despidió y agradeció a los lectores. A partir de agosto de 2020, su URL redirige al servicio de listados de TV de Zap2It.

## Impacto
Según una fuente, gran parte de la información a la que Gorman y Seidman tenían acceso no estaba disponible para los medios, y por lo tanto, sus esfuerzos para analizar los datos llevaron a muchos «lectores inteligentes» a interesarse por el funcionamiento del proceso de calificación.
TV by the Numbers ha sido citado por medios tales como CNN, Associated Press, National Public Radio y la publicación hermana anterior, Chicago Tribune.

### Harry's Law
TV by the Numbers recibió críticas de varias facetas de la industria televisiva por sus análisis de audiencia. La estrella de Harry's Law, Kathy Bates, criticó públicamente las ideas del sitio web sobre las calificaciones y su símbolo "The Cancellation Bear", en una entrevista para Entertainment Weekly. Ella dijo: «Algunas de estas personas son tan estúpidas. Ni siquiera las entiendo ... Todo lo que ellos hablan es sobre la demografía bendecida [18-49], sobre la demografía y cómo es el Oso de Cancelación. nos vamos a comer a nosotros y todo eso. Así que ya veremos. Simplemente veremos». El productor ejecutivo de Harry's Law, Bill D'Elia, estuvo de acuerdo con Bates, declarando en mensajes de Twitter posteriores, «¿Que diablos es TV by the Numbers? ¿A quién le importa lo que piensan? #harryslaw es el drama más visto en NBC y volverá. ...Primero, Tv by the Numbers no sabe nada. Están mal informados en el mejor de los casos, ignorantes en el peor. En segundo lugar, Kathy tiene razón».
Después de que Harry's Law fue cancelada en mayo de 2012 y el sitio emitió una respuesta pasiva-agresiva a las noticias, D'Elia nuevamente recurrió a Twitter para expresar sus sentimientos en el sitio web, diciendo: «El negativismo TVBTN alimenta la creencia de no ver programas. Él influencia a los espectadores para que no vean algo, auto cumpliendo su profecía. Simplemente horrible».

### Suburgatory
El oso de cancelación se mencionó en el episodio «Body Talk» de la temporada 2 de Suburgatory. La presentadora de Suburgatory, Emily Kapnek, posteriormente hizo una entrevista con TV by the Numbers, explicando: «pensamos que sería realmente divertido tener a la estación de televisión de la escuela gobernada por el mismo pánico e histeria que todos sienten al ver sus shows en vivo y morir y ser discutidos en línea, así que pensamos que era un grito muy divertido porque estás todo en tu sitio todo el tiempo».

### Galavant
En mayo de 2015, TV By the Numbers predijo que Galavant sería cancelado después de su primera temporada. Luego de una renovación sorpresiva, la segunda temporada comenzó con un episodio titulado «A New Season aka Suck It Cancellation Bear», en burla del sitio web.

## Características
TV by the Numbers tiene muchas características. La mayoría se enfoca en las clasificaciones de televisión y el análisis de esas clasificaciones.

### Categorías de noticias
El sitio es bien conocido por su cobertura de Nielsen ratings. La siguiente es una lista de todos los tipos de calificaciones cubiertas por el sitio:
Emisión durante la noche
Informes preliminares de calificaciones preliminares para las series de televisión transmitidas en horario de máxima audiencia en las cinco principales cadenas de televisión abierta – ABC, CBS, The CW, Fox y NBC; as calificaciones en esta categoría se publican el día posterior a la emisión de un programa.
Emisión final
Idéntico a los informes de un día para otro, con la excepción de procesamiento y revisión adicionales, y se actualizan los días de semana; las clasificaciones de las transmisiones de lunes a jueves se lanzan el viernes siguiente, y las calificaciones de los viernes se publican los lunes y los martes las calificaciones de los martes. Las calificaciones finales del sábado se omiten en esta categoría.
Final de cable
Informes de calificación para redes de cable, actualizados los días de semana; el sitio recibe una lista de los 100 mejores espectáculos de cable de la noche en el grupo demográfico de 25-54 años de Nielsen. El sitio procesa la información para mostrar los programas de los espectadores dentro del grupo demográfico de 18-49.
Noticias de cable
Listas de calificaciones para programas transmitidos en las principales redes de noticias por cable; actualizado los días de la semana
Emisión de DVR
Las listas de programas que han aumentado su audiencia más después de siete días de uso de la DVR han sido indicadas; los informes en esta categoría se publican el segundo lunes después de que se haya emitido un programa.
Red de transmisión semanal
Las calificaciones promedio para cada una de las principales redes de transmisión de la semana previa (de lunes a domingo), publicadas los martes.
Red de cable semanal
Las calificaciones promedio para las principales redes de cable de la semana anterior; publicado los martes.
Los mejores 25 programas de transmisión
Los 25 mejores programas de televisión en la televisión abierta, en términos de audiencia total y de la población de 18 a 49 años; publicado los martes.
Los mejores 25 programas de cable
Los 25 mejores programas en la televisión por cable con términos idénticos a los anteriores; publicado los martes.
Los mejores 25 espectáculos sindicados
Los 25 mejores programas sindicados para redes de cable y de difusión; los informes en esta categoría tienen un retraso de una semana y se publican los martes.
Red de transmisión de temporada hasta la fecha
Comparaciones de clasificaciones de la temporada hasta la fecha para las cinco principales redes de transmisión; publicado los martes.
Tarde en la noche
Calificaciones para programas emitidos después de las 11:30 p. m.; publicado los jueves.
Noticias de la noche
Calificaciones para programas de noticias transmitidos por la noche; publicado los jueves.
Noticias de la mañana
Calificaciones para programas de noticias diurnos; publicado los jueves
Telenovela
Calificaciones para telenovelas emitidas durante el día; publicado los viernes

### Noticias
TV by the Numbers publica noticias sobre cambios de horario y clasificaciones en televisión. Estos consisten principalmente en comunicados de prensa.

### Índice de renovación y cancelación
El Índice de renovación y cancelación es una fórmula matemática desarrollada y utilizada por Gorman para predecir si las series guionizadas en las redes de transmisión Big 5 se renovarían o cancelarían esa temporada.
Durante la temporada de transmisión 2007-2008, Gorman experimentó con diferentes formas de predecir el destino de las series de televisión. Todos fueron infructuosos, hasta casi el final de la temporada cuando desarrolló el Índice de renovación y cancelación.
El índice de renovación y cancelación difiere de los intentos previos de Gorman en que compara las calificaciones promedio de una serie con las calificaciones promedio de su propia red, en oposición a una jerarquía numérica básica o comparando calificaciones con un promedio general de todas las redes. Gorman formula los números dividiendo el promedio de las calificaciones de la temporada hasta la fecha por el promedio de la temporada hasta la fecha de todas las series con guiones en esa red (en la segunda mitad de la temporada, Gorman usa solo números desde enero para la temporada). hasta la fecha números, ya que parece ayudar a las predicciones de renovación). El número resultante (redondeado al centésimo más cercano) muestra cómo el promedio de una serie se relaciona con el promedio de la red (que siempre sale a 1.00).
Usando estos números, Gorman luego crea una escala de calificación. Hay cinco niveles en la escala: ciertos que se renovarán, los que probablemente serán renovados, los expulsados, los que probablemente se cancelarán y los que serán cancelados. Las series por encima de 1.00 casi siempre tienen la certeza de ser renovadas, mientras que las series que se encuentran directamente debajo de ellas probablemente se renueven. La distinción entre probabilidades de renovación y lanzamiento es de 0.90. Aunque este número fue 0,92 en la encarnación original, ha cambiado desde entonces. El rango de lanzamiento continúa hacia abajo hasta 0.75, cuando se inicia el nivel probable de cancelación. No existe una línea clara entre los niveles que probablemente se cancelarán y los que se cancelarán, pero Gorman ha dicho que discernir entre cancelaciones probables / ciertas suele ser trivial y, por lo tanto, no es importante. La serie del viernes, al estar en una noche menos vista, tiene una calificación diferente. El rango de lanzamiento está entre 0.55 y 0.70, con los números que se encuentran arriba y ciertas renovaciones y números por debajo de lo probable y ciertas cancelaciones.
Gorman no siempre sigue los números índices religiosamente. Por ejemplo, las series que están dentro de una temporada de alcanzar la marca de 88 episodios (el requisito habitual para la sindicación eliminada) suelen recibir un gran impulso. En el otoño de 2011, Gorman declaró que ninguna serie que cayera en esta categoría se clasificaría a menos de una sacudida. En otoño de 2013, incluso se propuso poner la mayoría de las series en esta categoría como ciertas para ser renovadas a pesar del hecho de que muchas de ellas aún no se habían emitido. Por otro lado, no toma en cuenta los problemas internos (disputas contractuales, argumentos de programación, etc.).
El índice de renovación y cancelación se actualiza con un nuevo artículo todos los martes, desde el comienzo de la temporada de transmisión a fines de septiembre hasta las fechas de las presentaciones iniciales de la red a mediados de mayo.

### Bubble Watch
Seidman creó Bubble Watch que, de forma similar al índice de renovación y cancelación, tiene como objetivo predecir, basándose en los datos de calificación, qué series de televisión se cancelarán y cuáles se renovarán. Utiliza una escala para ordenar series que es similar al índice de renovación y cancelación, con On the Bubble idéntico al lanzamiento de Gorman. Las series que se encuentran arriba de la burbuja están en la categoría de renovación pronosticada, mientras que las series debajo de la burbuja están en la categoría de predicción de cancelación.
A diferencia del índice de renovación y cancelación, Bubble Watch no usa una fórmula matemática. Además, tiene en cuenta las posibilidades de calificaciones futuras, algo que Gorman estrictamente no hace con su índice. Al final, sin embargo, las predicciones de Bubble Watch y el índice de renovación y cancelación suelen ser muy similares.
En octubre de 2012, Seidman decidió dejar de publicar Bubble Watch y lo reemplazó con una lista simple de las series renovadas y canceladas. Él no reveló sus razones, pero dijo que podría o no ser temporal. Muchos lectores se decepcionaron y expresaron su decepción a Seidman. Seidman reconoció eso y restableció el Bubble Watch el 4 de noviembre de 2012. Afirmó que los niveles de lectores eran básicamente los mismos para Bubble Watch y su reemplazo temporal, pero quería «dar a la minoría vocal que realmente se preocupa por el formato de tabla el formato de tabla que pidieron».
El Bubble Watch se actualiza con un nuevo artículo todos los domingos, durante el mismo período que el índice de renovación y cancelación. Seidman escribió todas las actualizaciones desde el comienzo de Bubble Watch hasta mayo de 2013. Ha tomado un descanso durante un período de tiempo no especificado, y el lector veterano y colaborador ocasional Tom Shaw tomó su lugar en septiembre de 2013.
El Bubble Watch no regresó para la temporada 2014-15, sin embargo Tom Shaw ha contribuido con las publicaciones del índice de renovación y cancelación y hubo una edición de una semana de Bubble Watch en diciembre.

### Características anteriores
Los lectores de los índices de renovación y cancelación y Bubble Watch preguntaron muchas veces a Seidman y Gorman por qué no predecían las posibilidades de renovación de las series de cable. En respuesta, Gorman y Seidman explicaron que las redes de cable no estaban limitadas a la estructura estricta de las redes de transmisión. Esto hace que sean mucho más erráticos en renovaciones y cancelaciones, y por lo tanto, demasiado difíciles de predecir con precisión. Seidman decidió hacer una especie de compromiso e hizo una simple lista de las series de cable renovadas y canceladas. Llamado el Estado de serie de cable con guiones renovado y cancelado, su primera publicación fue publicada el 7 de noviembre de 2012.
El estado de serie de cable con guiones renovado y cancelado explícitamente no predecía el destino de las series de televisión. Solo declaró su estado. Si una serie se había cancelado o se había renovado para una próxima temporada, se habría indicado en la lista. Si el futuro de una serie más allá de la temporada que se transmitía actualmente (o, si la serie estaba en pausa, la temporada que acababa de salir al aire) no había sido declarada oficialmente por la red, habría habido un espacio en blanco en la fila de esa serie en la lista. El estado de serie de cable con guiones renovado y cancelado no incluyó series sin guiones, series para niños y adolescentes, series nocturnas en la red Adult Swim y transmisión en serie en redes de transmisión menores (como PBS). Estas exclusiones fueron necesarias para mantener la lista corta.
El estado de serie de cable con guiones renovado y cancelado se publicó todos los sábados, un total de 12 veces. El 30 de marzo de 2013, Seidman anunció que dejaría de publicar las publicaciones, citando el bajo número de lectores como el motivo de la interrupción.